# Anaxilas II
Pour les articles homonymes, voir Anaxilas.
Anaxilas II, fils de Cretines, fut un tyran (roi) de Rhégion vers 494 av. J.-C. Il venait de Messénie, une région du Péloponnèse.
Après avoir encouragé les Samiens et d'autres fugitifs ioniens à chasser du pouvoir le tyran Scythes et à prendre le contrôle de la cité de Zancle, de l'autre côté du détroit de Messine, il assiège lui-même la cité, expulse les Samiens, repeuple la ville avec de nouveau habitants, conduit une colonie et donne à cette ville le nouveau nom de Messine, en mémoire de ses ancêtres messéniens.
Pausanias a une version un peu différente : selon lui, après la seconde guerre contre les Spartiates, Anaxilas aide les réfugiés de Messine (Péloponnèse) à s'emparer de Zancle en Sicile.
En 484 ou 480, Anaxilas remporta l'épreuve de la course de char aux Jeux olympiques (la plus prestigieuse des épreuves olympiques), et fit frapper un tétradrachme pour commémorer ce succès.
Anaxilas se marie avec Cydippe, fille de Terillos, tyran d'Himère.[réf. nécessaire] En 480, il obtient l'assistance des Carthaginois pour son beau-père, qui venait d'être expulsé de sa cité par Theron, le tyran d'Agrigente. Les Carthaginois menés par Hamilcar sont défaits par Gélon lors de la bataille d'Himère. Anaxilas voulait détruire les Locriens, mais en fut empêché par Hiéron Ier de Syracuse, selon Epicharme.
Sa fille fut mariée à Hiéron. Anaxilas mourut en 476 av. J.-C., laissant Micythus régent de ses enfants. Ceux-ci prirent le contrôle de leur héritage seulement en 467, quand Leophron devint tyran. Cependant, en 461 av. J.-C., les nouveaux gouvernants furent renvoyés par une révolte populaire conjointe des citoyens de Rhegium et Messine.

## Sources bibliographiques
- Marie-Nicolas Bouillet  et Alexis Chassang (dir.), « Anaxilas II » dans Dictionnaire universel d’histoire et de géographie, 1878 (lire sur Wikisource)
- Hérodote, VII, 170.